# L'Empire du Tigre
Pour plus de détails, voir Fiche technique et Distribution.
L'Empire du Tigre est un téléfilm français en deux épisodes, diffusé en 2006. Les auteurs du scénario se sont documentés sur l'époque décrite en consultant notamment les livres de Jean Hougron.

## Synopsis
Pierre Balsan, un Français installé en Indochine depuis une dizaine d'années avec sa femme, Margaux, et sa fille, Solange, tente de faire fructifier sa plantation de quinquina.

La police se présente sur les hautes terres à la recherche de deux hommes en fuite, une altercation éclate causant des blessés et la mort des deux hommes en fuite. Désigné responsable de l'évasion, Kim, un ami d'enfance de Solange, prend la fuite.
Le passé des protagonistes est progressivement révélé. Le commissaire Dumont fouille celui du planteur Balsan. Le passé de Dumont sera révélé à la fin. L'assistant Alexis est à la recherche de son père. La vieille Nam cache un lourd secret. Sao ne peut rien dire sur son frère Kim.

## Fiche technique
- Titre original : L'Empire du Tigre
- Réalisateur : Gérard Marx
- Scénaristes : Catherine Cohen et Dominique Lancelot
- Producteurs : Philippe Gautier, Dominique Lancelot
- Musique du film : Simon Cloquet
- Directeur de la photographie : Manuel Teran
- Montage : Dominique Marcombe
- Distribution des rôles : Sylvie Brocheré
- Création des décors : Yan Arlaud
- Création des costumes : Alberte Barsacq, Robert Isaac, Henriette Raz
- Coordinateur des cascades : Marcus Fox
- Société de production : Les Auteurs Associés, Créations du Dragon
- Société de distribution :
- Pays d'origine :  France
- Lieux de tournage : censé se dérouler au Viet Nam, le film est tourné au Cambodge (notamment dans la province de Kampot)
- Genre : aventure
- Durée : 210 minutes (diffusé en deux parties)
- Date de diffusion : 27 février 2006 sur TF1

## Distribution
- Bernard Giraudeau : Pierre Balsan
- Nadia Farès : Gabrielle
- Thierry Frémont : Dumont
- Évelyne Bouix : Margaux
- Serge Riaboukine : Servais
- Mélanie Bernier : Solange
- Jean-Pierre Malo	: Lefèvre
- Frank Geney : Alexis
- Maï Anh Lê : Sao
- Stéphane Boucher : Vincent
- Yann Babilée : Le baron de Pressac
- Linh Nguyen : Kim
- Nicolas Navazo : L'inspecteur Mougins
- Carole Richert : Janine
- Fabrice Bagni : Sergent
- Cécile Sanz de Alba : Irène
- James Taenaka : Tranh / François Dinh
- Daniel Hung Meas : Phuong
- Tan N'Gaye : Nam
- Linda McKenzie : Sœur Marie-Joseph
- Richard Dumont : Gendarme barrage
- Sophéa Sin : Femme fumerie
- Charlie Sungkawess : Wang
- Savuth Tan : Médecin légiste
- Agathe Dupuis : Religieuse infirmière